# Hervé Toumandji
Hervé Toumandji (* 23. Juni 1994) ist ein französisch-zentralafrikanischer Leichtathlet, der sich auf den Sprint spezialisiert hat.

## Sportliche Laufbahn
Erste Erfahrungen bei internationalen Meisterschaften sammelte Hervé Toumandji im Jahr 2024, als er dank einer Wildcard am 100-Meter-Lauf an den Olympischen Sommerspielen in Paris teilnahm und dort mit 10,76 s in der Vorausscheidungsrunde ausschied. Zudem war er Fahnenträger seiner Nation bei der Schlussveranstaltung der Spiele.

## Persönliche Bestleistungen
- 100 Meter: 10,46 s (+1,9 m/s), 22. Juli 2023 in Bondoufle
  - 60 Meter (Halle): 6,92 s, 5. Februar 2022 in Aubière